# Popolazioni stellari
Le stelle possono essere divise per composizione chimica in due grandi classi, chiamate popolazione I e popolazione II. Un'ulteriore classe chiamata popolazione III è stata aggiunta nel 1978.
Le stelle di popolazione I sono osservabili soprattutto nei dischi delle galassie a spirale, mentre quelle di popolazione II si trovano soprattutto negli aloni galattici e negli ammassi globulari. Il Sole è una stella di popolazione I. Alla popolazione I appartengono stelle più giovani che contengono gli elementi pesanti prodotti nelle stelle di popolazione II e poi dispersi nel mezzo interstellare dopo la fine della loro esistenza; alla popolazione II appartengono stelle vecchie formatesi poco dopo il Big Bang, che hanno una quantità molto ridotta di elementi più pesanti dell'elio (chiamata metallicità).

## Storia delle scoperte
Nel 1943 Walter Baade, astronomo di origine tedesca che lavorava presso l'osservatorio di Monte Wilson vicino a Pasadena nella contea di Los Angeles, California, approfittò degli oscuramenti dovuti alla seconda guerra mondiale per osservare la galassia di Andromeda e i suoi satelliti. Egli scoprì che due di questi, le galassie M32 e M110, erano composte da popolazioni stellari simili a quelle che compongono gli ammassi globulari che circondano la Via Lattea.
In effetti però, nell'abstract dell'articolo di Bade del 1944 viene riportato che la suddivisione in due gruppi di popolazione risale ad un lavoro dell'astronomo Jan Oort del 1926: "The two types of stellar populations had been recognized among the stars of our own galaxy by Oort as early as 1926".
Baade si rese quindi conto che era possibile distinguere due diverse popolazioni di stelle: quelle di popolazione I, fra cui si può annoverare il Sole e le stelle nelle vicinanze del Sole, e quelle di popolazione II, che comprendono quelle presenti negli ammassi globulari. Le stelle di popolazione I sono presenti negli ammassi aperti in cui, tipicamente, le stelle più luminose sono stelle di classe spettrale O o B. Le stelle di popolazione II, frequenti negli ammassi globulari e nel centro galattico, sono spesso cefeidi a corto periodo. Le più luminose fra stelle del secondo tipo sono supergiganti rosse di classe spettrale M, piuttosto che stelle di classe O o B. Nelle galassie ellittiche abbondano le stelle di popolazione II, mentre nelle galassie a spirale le stelle di popolazione I sono soprattutto presenti nel disco mentre quelle di popolazione II abbondano nell'alone galattico e negli ammassi globulari.
Fu tuttavia solo negli anni settanta e ottanta, in seguito ai lavori di Albert Edward Whitford e Michael Rich, che si comprese che il fattore fondamentale che distingueva le due popolazioni stellari era la metallicità: le stelle di popolazione II hanno metallicità basse o molto basse, mentre quelle di popolazione I hanno metallicità alte o molto alte.

## Classificazione chimica

### Popolazione II
Le stelle di popolazione II sono stelle relativamente povere di metalli. È importante sottolineare che si tratta di una povertà relativa dato che anche gli oggetti ricchi di metalli presentano una percentuale di elementi più pesanti dell'elio molto piccola e sono per lo più costituiti da quest'ultimo elemento e da idrogeno. Tuttavia, le stelle povere di metalli ne hanno una percentuale ancora più piccola perché sono oggetti molto antichi che si sono formati nell'universo primitivo, quando questo conteneva frazioni piccolissime di elementi diversi dall'idrogeno e dall'elio. La percentuale di metalli nelle stelle di popolazione II si aggira in media intorno allo 0,1% contro una percentuale del 2-3% delle stelle di popolazione I.

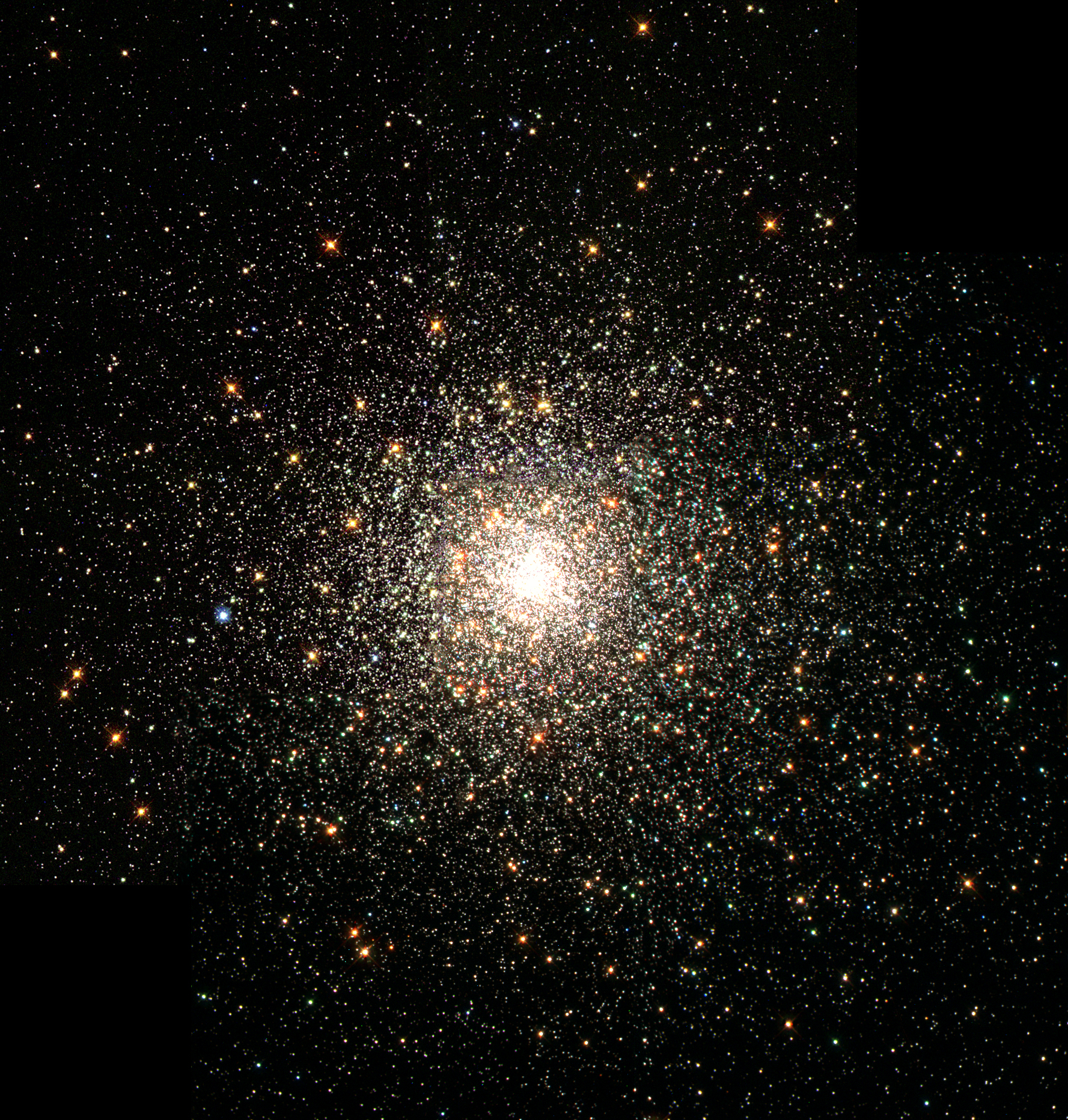
L'ammasso globulare M80. Gli ammassi globulari sono formati da vecchie stelle di popolazione II povere di metalli.

Una caratteristica interessante delle stelle di popolazione II è che, nonostante la loro bassa metallicità, esse presentano un tasso relativamente alto di elementi alfa (cioè elementi i cui isotopi più importanti hanno un numero di massa multiplo di 4), come l'ossigeno, il silicio e il neon rispetto alle stelle di popolazione I. È stato proposto che questa particolarità si deve al fatto che al tempo di formazione delle stelle di popolazione II i principali contributi all'arricchimento di metalli del mezzo interstellare erano le supernovae di tipo II, mentre l'arricchimento dovuto alle supernovae Ia si verificò in periodi successivi. Infatti le supernovae di tipo II disperdono nel mezzo interstellare soprattutto ossigeno, neon e magnesio, ma piccole quantità di ferro. Invece, le supernove di tipo I disperdono grandi quantità di ferro e quantità più modeste di magnesio e ossigeno.
Le stelle di popolazione II usualmente presentano elevati moti propri, più elevati di quelli di popolazione I. Le differenze cinematiche fra le due popolazioni sono causate dalle orbite differenti descritte intorno al centro galattico. Le stelle di popolazione I descrivono orbite simili a quelle del Sole, cioè orbite quasi circolari e confinate al piano galattico. La loro velocità relativa rispetto al Sole è quindi bassa e, di conseguenza, il loro moto proprio non elevato. Le stelle di popolazione II, invece, descrivono orbite ellittiche e inclinate o molto inclinate rispetto al piano galattico, data la loro appartenenza all'alone galattico. La loro velocità relativa rispetto al Sole è quindi alta. Ciò è dovuto al diverso tipo di orbita descritta e non necessariamente a causa di una diversa velocità orbitale rispetto a quella del Sole e delle altre stelle di popolazione I.
Gli scienziati hanno indagato le stelle di popolazione II in diverse ricerche. Esse hanno permesso di scoprire alcune stelle estremamente povere di metalli come la stella di Sneden, la stella di Cayrel, BD +17° 3248 e tre delle stelle più vecchie finora conosciute: HE 0107-5240, HE 1327-2326 e HE 1523-0901. La stella di Caffau, quando fu scoperta nel 2011 all'interno del programma Sloan Digital Sky Survey, era la stella più povera di metalli conosciuta. Tuttavia nel febbraio 2014 fu annunciata la scoperta di SMSS J031300.36-670839.3, che avendo una percentuale di metalli 10 milioni di volte inferiore a quella del Sole, si è rivelata ancora più povera di metalli della precedente. È anche la stella più vecchia conosciuta: si è probabilmente formata solo 100 milioni di anni dopo il Big Bang. HD 122563 (una gigante) e HD 140283 (una subgigante) hanno una povertà di metalli meno estrema, ma sono più luminose e quindi note da più tempo.

### Popolazione I
La generazione successiva di stelle, quelle di popolazione I, nacque da nubi di gas contaminate dai metalli prodotti dalle stelle di popolazione II e rilasciati nel mezzo interstellare da tali stelle dopo la fine della loro esistenza. Quando una stella muore, rilascia parte del materiale di cui è composta tramite l'esplosione di una supernova o la formazione di una nebulosa planetaria. Poiché nel corso della sua esistenza la stella ha prodotto vari elementi chimici più pesanti dell'idrogeno e dell'elio, i materiali che essa rilascia nel mezzo interstellare saranno più ricchi di metalli di quelli che componevano la nube da cui essa è nata. Tali materiali espulsi dalla stella morente e ricchi di metalli andranno a mischiarsi con le nubi da cui nascono nuove stelle. Queste stelle più giovani, pertanto, presenteranno una percentuale di metalli superiore a quelle della generazione precedente. Il Sole è una di queste stelle di seconda generazione.

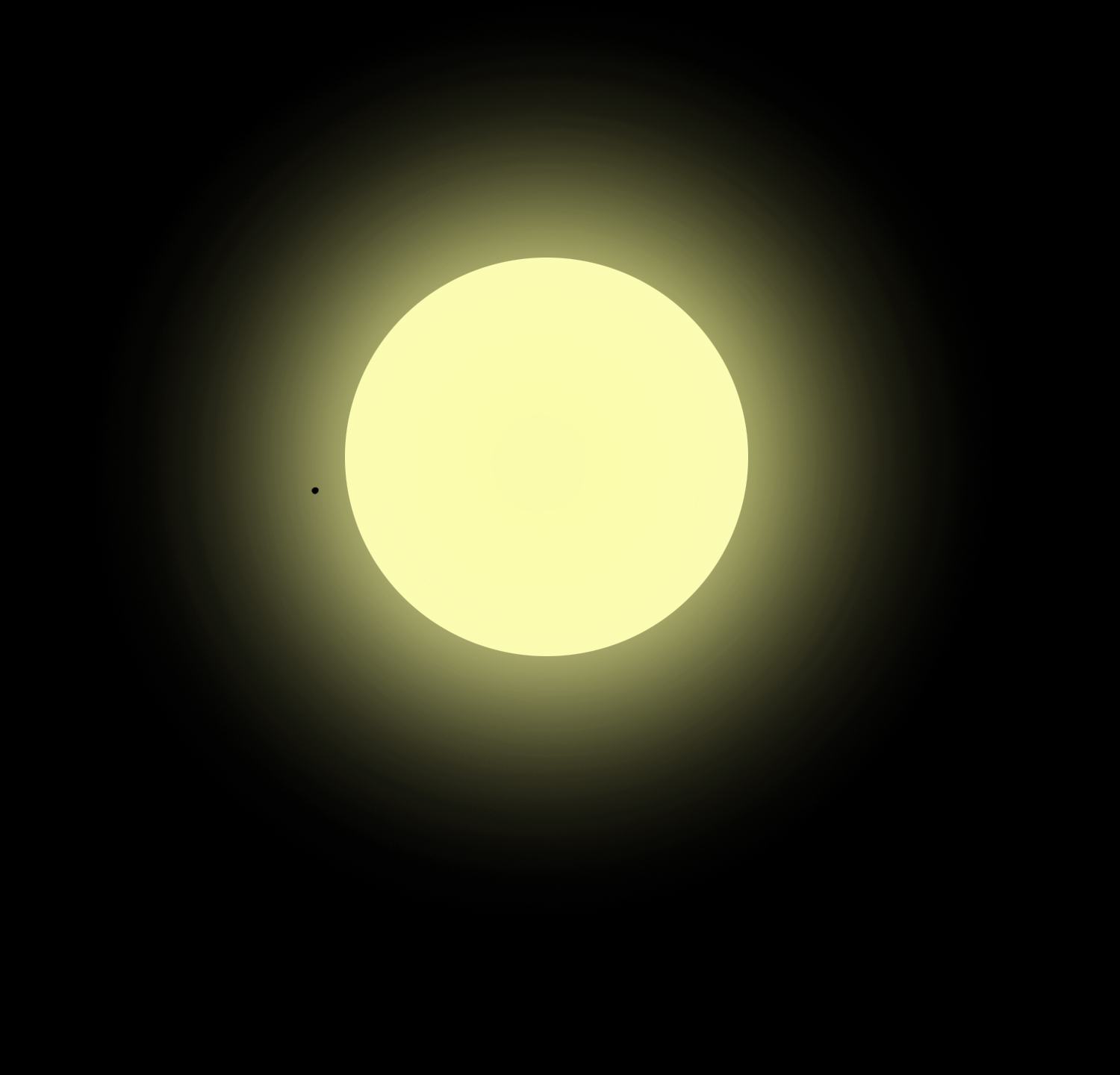
Immagine artistica di, una stella di popolazione I ricca di metalli

A parità di massa le stelle di popolazione I sono meno luminose delle stelle di popolazione II. Ciò è dovuto al fatto che i metalli presenti al loro interno assorbono parte dei fotoni prodotti, rendendole maggiormente opache. Di conseguenza, meno energia viene liberata e la stella risulta meno luminosa. Poiché i metalli tendono ad assorbire prevalentemente le frequenze più corte (blu), a parità di massa le stelle di popolazione I risultano più rosse e meno calde di quelle di popolazione II. Tuttavia, tenendo fissa una certa lunghezza d'onda sul diagramma Hertzsprung-Russell le stelle di popolazione I della sequenza principale risultano più luminose di circa una magnitudine rispetto a quelle di popolazione II, che pertanto, ponendosi sotto la sequenza principale, vengono chiamate subnane. Infatti, nonostante a parità di massa le stelle di popolazione II siano più luminose, presa una certa lunghezza d'onda sul diagramma H-R, le stelle di popolazione II di quel colore saranno meno massicce delle corrispondenti stelle di popolazione I (esse sono infatti più blu delle stelle di popolazione I aventi la loro stessa massa). Essendo meno massicce, esse sono anche meno luminose delle stelle di popolazione I del loro stesso colore.
L'alta metallicità delle stelle di popolazione I rende più probabile che esse possiedano un sistema planetario, dato che i pianeti, specie quelli terrestri, si formano mediante l'accrescimento di metalli.
Nella Via Lattea, la metallicità tende ad essere più alta nei pressi del centro galattico e a decrescere mano a mano che ci si allontana da esso. Il gradiente di metallicità è attribuito alla densità di stelle nel centro galattico. Poiché ci sono più stelle nei pressi del centro galattico, con il passare del tempo, una quantità maggiore di metalli è stata rilasciata nel mezzo interstellare e incorporata in nuove stelle. Un meccanismo simile spiega come mai le galassie di grandi dimensioni hanno generalmente una metallicità più alta di quelle di piccole dimensioni. Un esempio evidente è quello delle Nubi di Magellano, due piccole galassie irregolari, che orbitano attorno alla nostra Via Lattea come satelliti: la Grande Nube di Magellano ha una metallicità che ammonta a circa il 40% di quella della Via Lattea, mentre la Piccola Nube di Magellano ha una metallicità del 10%. Le stelle di popolazione II nei dintorni del Sole sono abbastanza rare, mentre quelle di popolazione I formano la grande parte delle stelle visibili a occhio nudo dalla Terra.
Date queste caratteristiche, le tecniche per distinguere le due popolazioni stellari sono basate sul moto proprio, sulla posizione nella galassia, sull'età, sulla composizione chimica e sulla posizione nel diagramma Hertzsprung-Russell (che dipende a sua volta da osservabili quali la luminosità e la temperatura di colore).

### Distinzioni più fini
La distinzione delle stelle in due sole popolazioni sulla base della loro metallicità è in realtà semplicistica. Possiamo infatti disporre le stelle su un continuum ponendo ai due estremi le stelle poverissime di metalli e quelle più ricche: tutti i gradi intermedi sono possibili. Si rese necessaria pertanto una distinzione più fine rispetto a quella iniziale in sole due popolazioni. Essa fu sviluppata in occasione di un importante convegno tenutosi in Vaticano a Roma nel 1957, che portò ad una classificazione di popolazioni più dettagliata, mediante la suddivisione delle due popolazioni originarie in uno schema comprendente quattro categorie di oggetti, che graduano maggiormente le differenze fra le stelle ricche e quelle povere di metalli. Questa distinzione più fine è in accordo con l'ipotesi che la Via Lattea si sia formata dal collasso di una nube quasi sferica di gas rotante lentamente su se stessa che si è schiacciata a formare un disco sottile e rotante più velocemente. Le stelle dell'alone, di popolazione II e più vecchie, facevano parte della nube quasi sferica prima del suo schiacciamento, mentre le stelle di popolazione I più giovani si sono formate quando la nube si era ormai schiacciata nel disco. Le quattro popolazioni di stelle individuate sono le seguenti:

Le popolazioni stellari

- Popolazione I o popolazione del disco sottile: le popolazioni di stelle presenti nei bracci a spirale della Via Lattea sono le più giovani e quindi le più ricche di metalli. Nei bracci a spirale si concentrano anche le regioni HI e le nubi molecolari, nei quali sono in corso i processi di formazione stellare della nostra galassia. Nei bracci sono osservabili gli ammassi aperti, le associazioni OB nonché le T-Tauri. Tra le stelle in avanzato stato evolutivo sono presenti le supergiganti e le cefeidi di tipo I. Lo spessore del disco sottile è di circa 100 pc e ruota intorno al centro galattico a una velocità di circa 220 km/s. Tuttavia poiché nel disco sottile i processi di formazione stellare sono iniziati 10 miliardi di anni fa, sono presenti anche stelle vecchie con basso contenuto di metalli. La massa totale del disco sottile si aggira intorno a 60 miliardi di M☉[28].
- Popolazione II intermedia o popolazione del disco spesso: appartengono a questa popolazione le stelle che si collocano a una altezza di 1 - 1,5 kpc dal piano galattico. Alcune stelle rappresentative di questa popolazione sono le variabili Mira con un periodo compreso fra i 150 e i 200 giorni e le variabili RR Lyrae con metallicità superiore a [Fe/H]= −1[30]. Originariamente le stelle di questa popolazione venivano assimilate a quelle dell'alone, ma oggi si ritiene che esse siano maggiormente legate a quelle del disco sottile piuttosto che a quelle dell'alone: la metallicità media delle stelle del disco spesso è infatti [Fe/H]= −0,6, mentre quella delle stelle dell'alone è marcatamente più bassa[28]. La massa totale del disco spesso si aggira intorno a 1 miliardo di M☉[28]. Probabilmente non c'è una distinzione netta fra disco sottile e disco spesso, ma una sorta di continuità.
- Popolazione del nucleo galattico: i processi di formazione stellare nel nucleo galattico sono stati in passato molto intensi a causa dell'alta concentrazione di materia e non si sono ancora interrotti. Di conseguenza nel nucleo sono osservabili sia stelle molto vecchie che stelle giovani e di conseguenza sia stelle con metallicità molto bassa che stelle con metallicità superiore a quella del Sole (−3 < [Fe/H] < 0,3[31]). Il nucleo galattico ruota con una velocità di 180 km/s e ha una massa di circa 20 miliardi di M☉, un terzo di quella del disco sottile[28].
- Popolazione II estrema o dell'alone: questa popolazione comprende le stelle appartenenti agli ammassi globulari e le stelle ad alta velocità. Si tratta della popolazione più vecchia della nostra galassia e, di conseguenza, presenta una metallicità molto bassa (−3 < [Fe/H] < −1)[28]. La massa totale dell'alone è di circa 1 miliardo di M☉[28]. In realtà, l'alone sembra avere una struttura più complessa in quanto alcuni ammassi globulari si sono formati nelle prime fasi di esistenza della galassia, mentre altri sono stati ereditati da galassie nane fagocitate dalla Via Lattea o sono nuclei di galassie satelliti disgregate dalla forza di gravità esercitata dalla nostra galassia[28][32].

## Popolazione III
Le stelle più vecchie conosciute, di popolazione II, sono povere di metalli. Tuttavia tutte le stelle osservate possiedono una percentuale di metalli, per quanto bassa. Poiché nel Big Bang gli unici elementi prodotti furono l'idrogeno e l'elio (oltre a tracce di litio-7), la presenza di metalli in tutte le stelle osservate costituisce un problema in quanto non se ne spiega l'origine. Per risolvere questo problema è stata postulata una generazione di stelle, ora estinta e precedente a quella delle stelle di popolazione II, che è stata chiamata popolazione III. Tali stelle, all'epoca della loro formazione, erano completamente prive di metalli; al termine della loro esistenza hanno però disperso nel mezzo interstellare i metalli da esse prodotti nelle ultime fasi della loro evoluzione. Tali metalli sono poi confluiti nelle nubi di gas da cui si sono formate le stelle di popolazione II. Evidenze indirette dell'esistenza di stelle di popolazione III sono state ottenute tramite l'utilizzo di galassie molto distanti come lenti gravitazionali. Si pensa che queste stelle abbiano innescato processi di reionizzazione, cioè di ionizzazione dei gas che si erano combinati dopo il Big Bang, quando la temperatura scese a sufficienza per permettere la combinazione di protoni ed elettroni in atomi. Secondo alcune teorie sono esistite due generazioni di stelle di popolazione III.

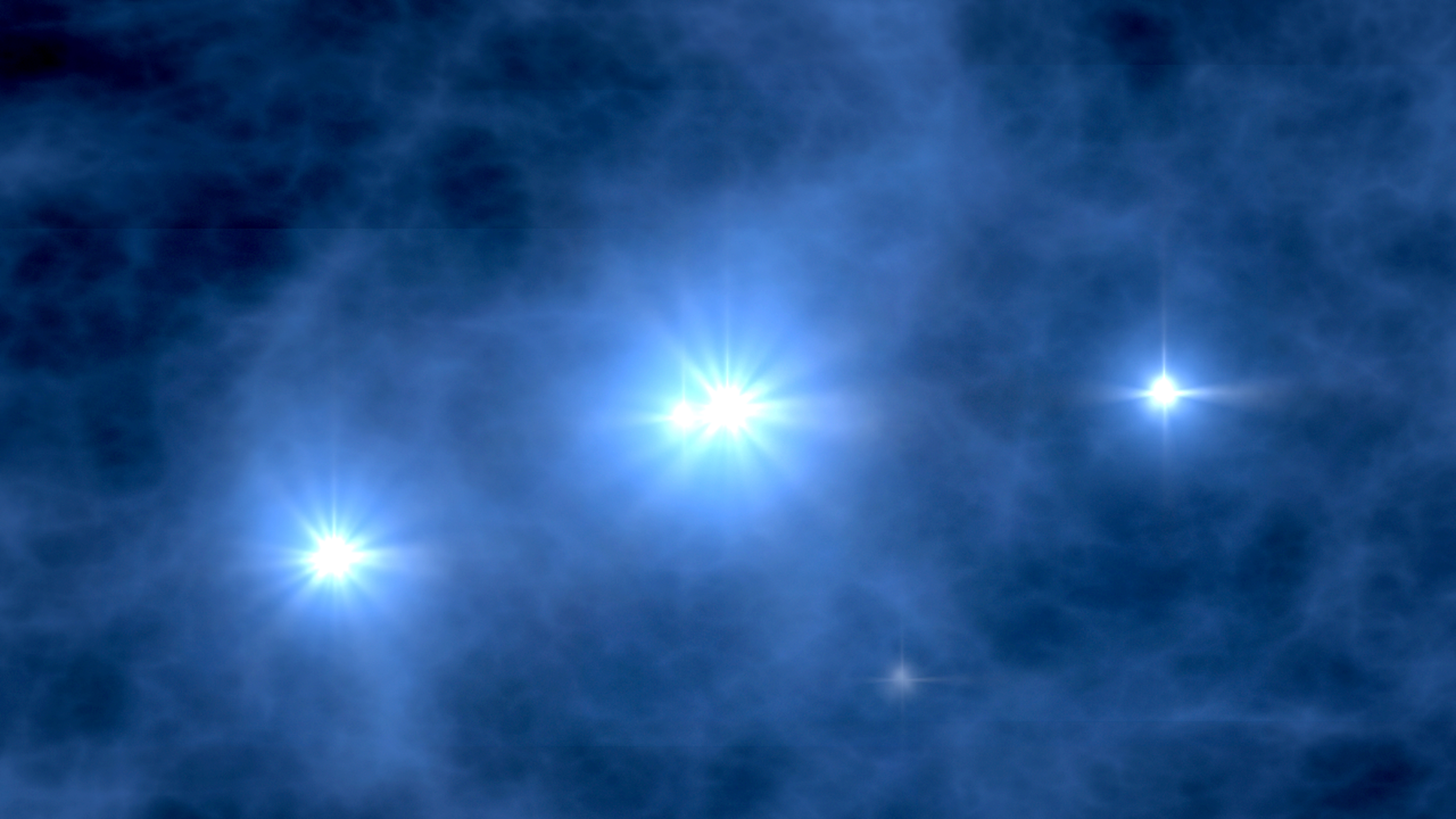
Immagine artistica di stelle primordiali, 400 milioni di anni dopo il Big Bang.

Riguardo alla massa delle stelle di popolazione III c'è discussione fra gli studiosi. Secondo una prima teoria sviluppata basandosi su modelli computerizzati della formazione stellare, l'assenza virtuale di metalli e l'elevata temperatura del mezzo interstellare nelle prime fasi di vita dell'universo dopo il Big Bang avrebbero favorito l'esistenza di stelle molto più massicce di quelle visibili oggi. Le tipiche stelle di popolazione III avrebbero avuto una massa di parecchie centinaia di M☉, molto superiore, dunque, a quella delle stelle oggi esistenti. Questa ipotesi è confortata dall'analisi chimica di alcuni ammassi globulari legati alle galassie lenticolari che porta a credere che essi siano stati arricchiti di metalli da parte di supernovae a instabilità di coppia, che sono tipicamente associate a stelle molto massicce (130 – 250 M☉). Inoltre una teoria del genere spiegherebbe perché finora la ricerca di stelle di popolazione III, prive di metalli, ha dato esiti negativi: la loro grande massa le avrebbe portate a concludere la loro esistenza in pochi milioni di anni. L'esistenza di ammassi di nane rosse e nane brune prive di metallicità, la cui formazione sarebbe stata indotta da supernovae a instabilità di coppia, è stata proposta come possibile spiegazione della materia oscura, ma la ricerca di questi e altri MACHO tramite lenti gravitazionali ha finora dato esiti negativi.
Secondo una teoria alternativa basata sull'osservazione di stelle di popolazione II molto povere di metalli che si pensa derivino dalle stelle di popolazione III, queste stelle avrebbero avuto una massa compresa fra 20 e 130 M☉, paragonabile a quelle delle stelle più massicce oggi esistenti. Infine, secondo una teoria intermedia, le prime stelle potrebbero essere state stelle molto massicce circondate da parecchie stelle di massa minore.
Se la prima teoria, ossia quella che ipotizza che le stelle di popolazione III fossero estremamente massicce, è corretta, allora le stelle di popolazione III esaurirono il loro combustibile nucleare in pochi milioni di anni: quelle aventi una massa compresa fra 130 – 250 M☉ esplosero in supernovae a instabilità di coppia disperdendo i loro metalli nel mezzo interstellare. Le stelle troppo massicce per produrre una supernova a instabilità di coppia (>250 M☉) collassarono direttamente in buchi neri tramite un processo noto come fotodisintegrazione, ma una parte della materia potrebbe essere ugualmente sfuggita al collasso sotto forma di getti relativistici, così da contaminare di metalli il mezzo circostante. Poiché furono tutte distrutte nell'arco di alcune centinaia di milioni di anni dopo il Big Bang, le stelle di popolazione III potrebbero essere osservate nelle galassie più lontane, la cui luce si è originata nelle prime fasi di esistenza dell'universo. 

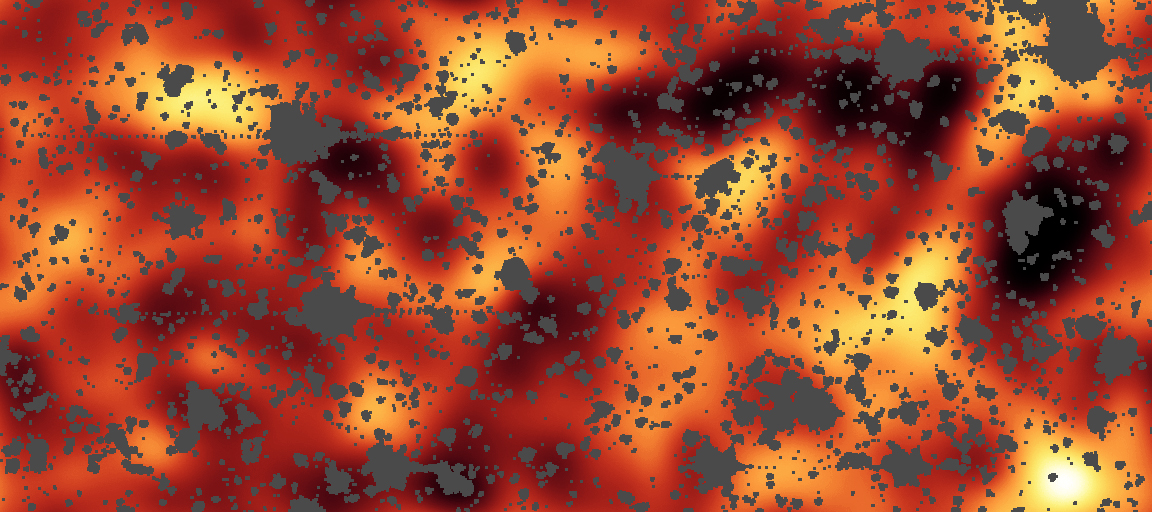
Possibile bagliore prodotto dalle stelle di popolazione III catturato dal telescopio spaziale Spitzer della NASA.

La ricerca delle stelle di popolazione III per confermare o invalidare l'ipotesi della loro esistenza è una delle aree di ricerca attiva in astronomia. La scoperta di stelle appartenenti alla popolazione III è uno degli obiettivi del telescopio Spaziale James Webb. Un metodo per la loro scoperta potrebbe essere quello di eliminare da immagini a largo campo tutte le stelle e le galassie in primo piano in modo da catturare sullo sfondo la luce emessa da queste stelle primordiali. Sono stati fatti tentativi in questo senso usando le immagini del telescopio spaziale Spitzer con esiti controversi. È stato tuttavia suggerito che le supernovae SN 2006gy e SN 2007bi potrebbero essere supernovae a instabilità di coppia generate da stelle di popolazione III supermassicce. Si è ipotizzato che tali stelle potrebbero essersi formate in tempi relativamente recenti in galassie nane contenenti del gas primordiale, privo di metalli. Le supernovae passate occorse in queste galassie avrebbero eiettato i materiali ricchi in metalli a velocità tali da sfuggire alla forza di gravità della galassia, mantenendo così le percentuali di metalli presenti nel gas molto basse.
Nell'ottobre 2022, il telescopio Gemini lungo 8.1 metri dalle Hawaii ha identificato una quasar e un ammasso di metalli pesanti che potevano provenire unicamente dai detriti della piena esplosione di una stella di prima generazione avente una massa pari a 300 volte quella del sole e formatasi 100 milioni di anni dopo il big bang quando l'estensione dell'universo era l'1% di quella attuale.